# Округ Долорес (Колорадо)
Долорес (енгл. Dolores County) је округ у америчкој савезној држави Колорадо. По попису из 2010. године број становника је 2.064. Седиште округа је град Дав Крик.

## Демографија
Према попису становништва из 2010. у округу је живело 2.064 становника, што је 220 (11,9%) становника више него 2000. године.
| Група             | 2000.         | 2010.         |
| Белци             | 1.711 (92,8%) | 1.877 (90,9%) |
| Афроамериканци    | 1 (0,1%)      | 4 (0,2%)      |
| Азијати           | 7 (0,4%)      | 2 (0,1%)      |
| Хиспаноамериканци | 71 (3,9%)     | 82 (4,0%)     |
| Укупно            | 1.844         | 2.064         |